# نوال السعداوي
نوال السعداوي (27 أكتوبر 1931 — 21 مارس 2021)، طبيبة أمراض صدرية، وطبيبة أمراض نفسية، وكاتبة وروائية مصرية مدافعة عن حقوق الإنسان عمومًا وحقوق المرأة خصوصًا. كتبت العديد من الكتب عن المرأة في الإسلام، اشتهرت بمحاربتها لظاهرة ختان الذكور والإناث.
أسست جمعية تضامن المرأة العربية عام 1982، كما ساعدت في تأسيس المؤسسة العربية لحقوق الإنسان. ففي عام 2004 حصلت على جائزة الشمال والجنوب من مجلس أوروبا. وفي عام 2005 فازت بجائزة إينانا الدولية من بلجيكا، وفي عام 2012 فازت بجائزة شون مأكبرايد للسلام من المكتب الدولي للسلام في سويسرا.
شغلت نوال السعداوي العديد من المناصب مثل منصب المدير العام لإدارة التثقيف الصحي في وزارة الصحة في القاهرة، الأمين العام لنقابة الأطباء بالقاهرة، غير عملها كطبيبة في المستشفى الجامعي. كما نالت عضوية المجلس الأعلى للفنون والعلوم الاجتماعية بالقاهرة. وأسست جمعية للتربية الصحية وجمعية للكاتبات المصريات. وعملت فترة رئيسة تحرير مجلة الصحة بالقاهرة، ومحررة في مجلة الجمعية الطبية.

## النشأة
ولدت نوال السعداوي في 27 أكتوبر عام 1931 في عائلة تقليدية ومحافظة بقرية كفر طحلة إحدى قرى مركز بنها التابع لمحافظة القليوبية. كانت الطفلة الثانية من بين تسعة أطفال. خُتِنَتْ في السادسة من عمرها. أصرّ والدها على تعليم جميع أولاده. كان والدها مسؤولاً حكومياً في وزارة التربية والتعليم، وكان من الذين ثاروا ضد الاحتلال البريطاني لمصر والسودان كما شارك في ثورة 1919، وكعقاب له تم نقله لقرية صغيرة في الدلتا وحرمانه من الترقية لمدة 10 سنوات. استمدت منه احترام الذات ووجوب التعبير عن الرأي بحرية ودون قيود مهما كانت النتائج، كما شجعها على دراسة اللغات. توفي كلا والديها في سن مبكرة لِتُحملَ نوال العبء الكبير للعائلة.

## السيرة الذاتية
تخرجت نوال في كلية الطب جامعة القاهرة في ديسمبر عام 1955 وحصلت على بكالوريوس الطب والجراحة، تخصصت في مجال الأمراض الصدرية وعملت كطبيبة امتياز بالقصر العيني، تزوجت في نفس العام من أحمد حلمي زميل دراستها في الكلية. لم يستمر الزواج لفترة طويلة فانتهى بعدها بعامين. وعندما سُئلت عنه في إحدى حواراتها قالت:
«زوجي الأول كان عظيماً، زميلي في كلية الطب. كان رائعاً، والد ابنتي. لم يرد والدي مني أن أتزوجه لأنه غادر إلى السويس لمحاربة البريطانيين. لكن بعد ذلك تم خيانة المقاتلين، والكثير منهم تم حبسه. هذه الأزمة كسرته وأصبح مدمناً. وأخبرت أنني لو تزوجته، قد يوقف إدمانه، لكنه لم يفعل. حاول قتلي، لذا تركته». 
تزوجت مرة ثانية من رجل قانون ولم يستمر هذا الزواج أيضا.
خلال عملها طبيبةً لاحظت المشاكل النفسية والجسدية للمرأة الناتجة على الممارسة القمعية للمجتمع والقمع الأسري. ففي أثناء عملها طبيبةً في مكان ميلادها بكفر طحلة، لاحظت الصعوبات والتمييز الذي تواجهه المرأة الريفية. ونتيجةً لمحاولتها للدفاع عن إحدى مرضاها من التعرض للعنف الأسري، نُقلت مرة أخرى إلى القاهرة. لتصبح في نهاية المطاف المدير المسؤول عن الصحة العامة في وزارة الصحة. في ذلك الوقت قابلت زوجها الثالث الطبيب والروائي الماركسي شريف حتاتة الذي كان يشاركها العمل في الوزارة. أُعتقل لمدة 13 عاما في عهد الرئيس جمال عبد الناصر. تزوجا في عام 1964 وأنجبا ولدًا وبنتًا، ولكن انتهى الزواج بطلاق بعد 43 عاما معا. وقالت عنه:
«الزوج الثالث هو شريف حتاته، والد ابني، كان رجلا حراً جداً، ماركسي تم سجنه. عشت معه 43 عاماً، وأخبرت الجميع: هذا هو الرجل “النسوي” الوحيد على وجه الأرض. ثم بعد ذلك اضطررت للطلاق أيضاً. كان كاذباً. كان على علاقة بامرأة أخرى. تعقيد الشخصية ذات الطابع الأبوي. ألف كتباً عن المساواة بين الجنسين ثم خان زوجته. أنا متأكدة أن 95% من الرجال هكذا».
في عام 1972 نشرت كتاب بعنوان المرأة والجنس، مواجهة بذلك جميع أنواع العنف التي تتعرض لها المرأة كالختان والطقوس التي تقام في المجتمع الريفي للتأكد من عذرية الفتاة. أصبح ذلك الكتاب النص التأسيسي للموجة النسوية الثانية. وكنتيجة لتأثير الكتاب الكبير على الأنشطة السياسية أقيلت نوال من مركزها في وزارة الصحة، لم يكتف الأمر على ذلك فقط فكلفها ذلك أيضا بمركزها كرئيس تحرير مجلة الصحة، وكأمين مساعد في نقابة الأطباء.[بحاجة لمصدر]
من عام 1973 إلى عام 1976 اهتمت نوال بدراسة شؤون المرأة ومرض العصاب في كلية الطب بجامعة عين شمس. ومن عام 1979 إلى 1980 عملت مستشارةً للأمم المتحدة في برنامج المرأة في أفريقيا (ECA) والشرق الأوسط (ECWA).

### السجن
تُعدّ نوال السعداوي من الشخصيات المثيرة للجدل والناقدة للحكومة المصرية، ففي عام 1981 ساهمت نوال في تأسيس مجلة نسوية تسمى «المواجهة». وفي 6 سبتمبر 1981، حُكم عليها بالسجن في عهد الرئيس محمد أنور السادات، أُطلق سراحها في نفس العام بعد شهر واحد من اغتيال الرئيس. ومن أشهر أقوالها «لقد أصبح الخطر جزء من حياتي منذ أن رفعت القلم وكتبت. لا يوجد ما هو أخطر من الحقيقة في عالم مملوء بالكذب».
سُجنت نوال في سجن النساء بالقناطر لمدة ثلاثة أشهر، وعند خروجها قامت بكتابة كتابها الشهير «مذكراتي في سجن النساء» عام 1983. ولم تكن تلك هي التجربة الوحيدة لها مع السجن، فقبل ذلك بتسع أعوام كانت متصلة مع سجينة واتخذتها كملهمة لروايتها إمراة عند نقطة الصفر عام 1975.[بحاجة لمصدر]
كما رفضت محكمة القضاء الإداري بمجلس الدولة في مصر في 12 مايو 2008 م إسقاط الجنسية المصرية عنها، في دعوى رفعها ضدها أحد المحامين بسبب آرائها.

### السفر خارج مصر
نتيجة لآرائها ومؤلفاتها[وفقًا لِمَن؟] رُفعت العديد من القضايا ضدها من قبل الإسلاميين مثل قضية الحسبة للتفريق بينها وبين زوجها، ووُجهت لها تهمة «ازدراء الأديان»، كما وُضع اسمها على ما وُصفت بـ«قائمة الموت للجماعات الإسلامية» حيث هُددت بالموت.[بحاجة لمصدر] وفي عام 1988 سافرت خارج مصر. قبلت عرض التدريس في جامعة ديوك وقسم اللغات الأفريقية في كارولاينا الشمالية وأيضا جامعة واشنطن. شغلت نوال العديد من المراكز المرموقة في الحياة الأكاديمية سواء في جامعة القاهرة داخل مصر أو في هارفرد، جامعة ييل، جامعة كولومبيا، جامعة السوربون، جامعة جورج تاون، جامعة ولايه فلوريدا، أو جامعة كاليفورنيا في خارج مصر. رجعت نوال إلى مصر بعد 8 سنوات أي في عام 1996.
فور عودتها إلى مصر أكملت نشاطها وفكرت في دخول الإنتخابات المصرية في عام 2005 ولكن لم تقبل بسبب شروط التقديم الصارمة.
كانت نوال من ضمن المتظاهرين في ميدان التحرير في ثورة يناير عام 2011. كما طالبت بإلغاء التعليم الديني في المدارس.

## أعمالها
بدأت نوال الكتابة مبكرًا، فكان أول أعمالها عبارة عن قصص قصيرة بعنوان «تعلمت الحب» (1957) وأول رواياتها «مذكرات طبيبة» (1958). ويُعد كتاب «مذكراتي في سجن النساء» (1982) من أشهر أعمالها.
صدر لها أربعون كتابا أعيد نشرها وترجمة كتاباتها لأكثر من 20 لغة وتدور الفكرة الأساسية لكتابات نوال السعداوي حول الربط بين تحرير المرأة والإنسان من ناحية وتحرير الوطن من ناحية أخرى في نواحي ثقافية واجتماعية وسياسية. 

في عام 1972، نشرت أول أعمالها غير القصصية بعنوان المرأة والجنس مثيرة بذلك عداء كلا السلطات السياسية والدينية. هذا الكتاب كان من أسباب فصلها من وزارة الصحة، ومن أعمالها أيضا:
| - 1960 – مذكرات طبيبة. - 1971 – الأنثى هي الأصل - 1972 – كانت هي الأضعف (رواية). - 1973 – الرجل والجنس - 1974 – المرأة والجنس - 1975 – امرأة عند نقطة الصفر (رواية). - 1975 – المرأة والصراع النفسى | - 1977 – الوجه العاري للمرأة العربية (1) - 1970 – الغائب (رواية). - 1978 – الأغنية الدائرية (رواية). - 1982 – مذكراتي في سجن النساء.(2) - الزرقاء (مسرحية). - 1983 – امرأتان في امرأة (رواية) - 1984 – الإنسان اثني عشر امرأة في زنزانة. | - 1986 – رحلاتي في العالم. - 1987 – سقوط الإمام (رواية).(3) - 1988 – الخيط وعين الحياة - 1989 – موت الرجل الوحيد على الأرض (رواية). - 1989 – لحظة صدق (قصة قصيرة). - 1992 – معركة جديدة في قضية المرأة. | - 1992 – الحب في زمن النفط (رواية). - 1990 – دراسات عن المرأة والرجل في المجتمع العربي - الحاكم بأمر الله (مسرحية من فصلين). - 1999 – توأم السلطة والجنس. - 2000 – جنات وإبليس (رواية). - 2000 – المرأة والدين والأخلاق. اشتركت في تأليفه د.هبة رؤوف عزت (مناظرة حول قضايا المرأة) - 2000 – أوراق حياتي. | - 2000 – تعلمت الحب (رواية). - 2004 – كسر الحدود. - 2005 – الرواية (رواية) - 2006 – الصورة الممزقة (رواية). - 2006 – الإله يقدم استقالته في اجتماع القمة (4) - 2006 – قضايا المرأة المصرية السياسية والجنسية. - 2009 –زينة (رواية). |

## الآراء

### الدين
تصريحات نوال دائما ما تكون مثيرة للجدل، ففي مقابلة مع نوال السعداوي عام 2014 صرحت قائلة «إن جذر اضطهاد المرأة يرجع إلى النظام الرأسمالي الحديث والذي تدعمه المؤسسات الدينية». كما ترى أن نظام الميراث الإسلامي ظلم كبير للمرأة وتطالب بمساواة ميراث الرجل والمرأة.
صرحت بعد حادثة تدافع للحجاج في عام 2015 أثناء أداء فريضة الحج والذي أدى إلى مقتل المئات في حوار مع الغارديان:
تحدثوا عن طريقة تنظيم الحج، حول جعل الناس يسافرون في مجموعات أقل. ما لا يقولونه هو أن التدافع حدث لأن الناس تقاتلوا على رجم الشيطان ثم أضافت: لماذا يحتاجون إلى رجم الشيطان؟ لماذا يحتاجون إلى تقبيل الحجر الأسود؟ لكن لا يقول أحد ذلك. لن تنشر وسائل الإعلام ذلك. لم كل هذا التردد في انتقاد الدين؟ ربما هو الخوف من أن يكونوا عنصريين.
من أشهر تصريحاتها:
- «الدين هو تجسيد للعنصرية. كل الآلهة غيورين. يقتل الناس لأنهم لا يصلّون إلى الإله الصحيح».[بحاجة لمصدر]
- «تقبيل الحجر الأسود والطواف حول الكعبة أفعال وثنية».[47]
- «تهمة "ازدراء الأديان" مزيَّفة ومسيَّسة وسبوبة لهواة الشهرة».[بحاجة لمصدر]
- «كتبت "إلى الله" وعمري 7 سنوات».[بحاجة لمصدر]
- «المرأة مقهورة في جميع الأديان».[48]
- «كل نظام سياسي يفسر الدين كما يشاء».[بحاجة لمصدر]

### الختان
بدأت بمحاربة الختان منذ شبابها. وعلقت في عام 2007 على وفاة الطفلة صاحبة الاثني عشر ربيعا بدور شاكر أثناء هذه العملية قائلة:
«بدور، هل كان يجب عليك الموت لتنيري هذه العقول المظلمة ؟ هل كان يجب عليك دفع هذا الثمن بحياتك ؟ يجب على الأطباء ورجال الدين ان يعلموا أن الدين الصحيح لا يأمر بقطع الأعضاء التناسلية. كطبيبة وناشطه في مجال حقوق الإنسان أرفض تماما هذه العملية كما أرفض ختان الذكور. وأؤمن أن الأطفال جميعا ذكورا وإناث يجب حمياتهم من هذا النوع من العمليات».

### الحجاب
ترى نوال أن الحجاب والنقاب من صور العبودية وضد الأخلاق والأمن، وأن الحجاب لا يعبر عن الأخلاق. وإستنكرت لماذا تتحجب المرأة ولا يتحجب الرجل؟ بالرغم من وجود شهوة لكل منهما؟

### تعدد الزوجات
في إحدى حوارتها أعلنت أنها ترفض فكرة تعدد الزوجات قائلة: «إن تعدد الزوجات يخلق الكره بين الأطفال والزوجات كما يزيد من الحوادث، وأن تعدد الزوجات كذب وليس بالقرآن وبلاد عربية مثل تونس منعته».

### المثلية
لا ترى نوال المثلية الجنسية كشيء محرم فصرحت قائلة: « الجنس عادة وتعود والمثلية لها أسبابها جزء منها وراثي بجانب التربية والخوف، والأمر يتطلب تحليله وإرجاعه لأسبابه الاجتماعية والبيولوجية وليس وضعهم في السجون، لأن هذا ليس الحل، ولازم يكون فيه حرية، فالمجتمع والدين لا دخل لهم بالجنس»، مستطردة: «لم نتربى على حرية الجنس، والعلاقات الجنسية شخصية».

### موقفها من الولايات المتحدة
في محاضرة عام 2002 في جامعة كاليفورنيا وصفت نوال السعداوي غزو أمريكيا لأفغانستان بأنها «حرب لإستغلال النفط في المنطقة». وأن السياسات الخارجية لأمريكا ودعمها لإسرائيل هو «الإرهاب الحقيقي». وأن المساعدات الأمريكية غرضها إبقاء المصريين في حالة فقر وعوز دائم.

## الجوائز
- جائزة الشمال والجنوب من المجلس الأوروبي عام 2004.[58]
- في عام 2005 فازت بجائزة إينانا الدولية من بلجيكا في عام 2005.
- جائزة ستيغ داغيرمان من السويد عام 2011.[59][60]

## وفاتها
توفيت يوم الأحد 21 مارس 2021 ميلاديًّا، الموافق 8 شعبان 1442 هجريًّا، عن عمر ناهز 90 عامًا، بعد معاناتها مع المرض حيث تعرضت لأزمة صحيّة قبل أيام من وفاتها أدخلتها أحد المستشفيات. ودُفنت بمقبرة العائلة في السادس من أكتوبر، بحضور أسرتها فقط بسبب ظروف وباء فايروس كورونا (كوفيد 19)، في غياب الإعلام برغبة أسرتها.

## الهوامش
- 1 : وهو تحليل كلاسيكي عن اضطهاد المرأة في العالم العربي (من بين صفحاته وصف لختان السعداوي وهي في سن السادسة، العملية التي تمت على أرض حمام العائلة بينما تنظر أمها وتبتسم وتضحك).
- 2 : ترجمت إلى عدة لغات كالإنجليزية والفرنسية (بالفرنسية: Mémoires de la prison des femmes)[63]
- 3 :[64] ترجمت إلى 14 لغة كالإنجليزية والألمانية والفرنسية والسويدية والإندونيسية
- 4 : حظر الكتاب ومنع نشره في مصر في نوفمبر 2006، حيث واجهت الكاتبة قضية جديدة في محكمة في القاهرة أثيرت ضدها من قبل الأزهر في شباط /فبراير 2007 .[65][66][67]

## وصلات خارجية
- نوال السعداوي على موقع أرشيف الشارخ.
- نوال السعداوي على موقع الموسوعة البريطانية (الإنجليزية)
- نوال السعداوي على موقع مونزينجر (الألمانية)
- حوار مفتوح مع د.نوال السعداوي - " BBC Arabic "
- محكمة مصرية ترفض سحب جنسية نوال السعداوي صوناً لحرية الفكر، «العربية نت»